# ماخوو (استان لوبلین)
ماخوو (به لاتین: Machów) یک روستا در لهستان است که در گمینا ویلکوو (استان لوبلین) واقع شده‌است.